# 아시안 하이웨이 77호선
아시안 하이웨이 77호선(AH77)은 아프가니스탄의 자발어스사라시 군에서 출발하여 투르크메니스탄의 마리까지 이어주는 총 연장 1298 km(811 마일)의 거리를 가진 국제 간선 도로망이자 아시안 하이웨이 도로망이다.

## 통과하는 국가

### 아프가니스탄
- 자발어스사라시 군(영어판) - 바미안 - 허랏
- 허랏 - 타우라건디(영어판)

### 투르크메니스탄
- 세르헤타바트 - 마리